# مدرسه آلیانس اصفهان
مدرسه الیانس ایزرائلیت اونیورسال ایران – دبیرستان اتحاد-اصفهان یکی از مدارس قدیمی شهر اصفهان و شعبه‌ای از مدارس اتحاد جهانی آلیانس می‌باشد. این مدرسه سومین مدارس آلیانس در ایران می‌باشد که با ۲۲۰ شاگرد شروع به کار کرد. این مدرسه بخاطر کهولت بنا تعطیل گشت و منحل شد ولی به ابتکار اداره کل نوسازی مدارس اصفهان ساختمان تخریب نشد و در سال ۱۴۰۲ قرار بر احیای این مدرسه به شکل سنتی گذاشته و درحال مرمت و بازسازی به همان شکل تاریخی است

## تاریخچه
در سال ۱۸۹۹ یک هیئت از طرف اتحاد جهانی آلیانس از پاریس به اصفهان آمد و در اواخر سال میلادی مدرسه الیانس را در جویباره (محل مدارس کمال و اذرمیدخت در سال ۱۳۵۵)ایجاد کرد. سپس مدرسه به خانه ای اجاره ای در خیابان حافظ و پس از ان به خیابان مشیر که باغی بزرگ و مشجر بوده و حدود ۹ جریب وسعت دارد انتقال پیدا کرد. ساختمان مدرسه با کمک یهودیان خیرخواه اصفهان و به مدیریت شخصی به نام خُرزوَق در سال ۱۲۷۹ ه‍.ش (۱۹۰۰) ساخته شد و در ۱۰ مرداد ۱۲۸۰ ه‍.ش (اول اوت ۱۹۰۱) افتتاح گردید.
مدرسه (آلیانس، اتحاد، شهید حلبیان) واقع در اصفهان، خیابان هاتف اصفهانی، خیابان مشیر (یخچال) جنب کوچه شریعتی می‌باشد و مجموعه‌ای تلویزیونی قصه‌های مجید در این مدرسه فیلم‌برداری شده است. البته بعد از تعطیلی مدرسه تصمیمات غیر منطقی و عجولانه گرفته و نشد وگرنه سرنوشت این مدرسه تاریخی چون دبیرستان ادب و بهشت آیین با تخریب مواجه می‌شد و آن بناهای تاریخی را از دست می‌داد

## مدیران مدرسه
- موسیو آلبرت کنفینو: (۱۲۸۰ تا ۱۲۸۲ ه‍.ش) (۱۹۰۱ تا ۱۹۰۳ م)[۳]
- موسیو خلفون
- موسیو براسور: (۱۲۸۷ه‍.ش - ؟) (۱۹۰۸- ؟)
- چند سال زیر نظر معلمان اداره می‌شد
- موسیو ناسی: در سالهای ۱۳۰۴ تا ۱۳۰۶ ه‍.ش (۱۹۲۵–۱۹۲۷) مدیر بوده (شروع و پایان دوره مدیریت: نامعلوم)
- موسیو شما
- موسیو پرس
- موسیو ابرسی

## دانش آموختگان
- علی‌محمد حیدریان، هنرمند نقاش و از شاگردان کمال الملک
- عبدالله ریاضی، مدرس دانشگاه، ریاضی‌دان و رئیس مجلس شورای ملی
- ژاک ماهفر، بازرگان ایرانی که به پاس خدمات نیکوکارانه خود نشان ملی فرانسه (لژیون دونور) و نشان لیاقت ریاست جمهوری اسرائیل را دریافت کرده
- محمود شیخ‌الاسلام، فارغ‌التحصیل رشته پزشکی از  دانشگاه سنت ژوزف بیروت در سال ۱۳۰۱ ه‍.ش (۱۹۲۲)

## نگارخانه

مدرسه آلیانس اصفهان۱۲۹۳ ه‍.ش -نفر نشسته روی صندلی دست چپ: موسیو ادولف براسور، مدیر مدرسه و پسر ۹ ساله اش لئون براسور -ردیف اول ایستاده از سمت چپ نفر پنجم:  محمود شیخ‌الاسلاممدرسه آلیانس اصفهان۱۲۹۳ ه‍.ش -نفر نشسته روی صندلی دست چپ: موسیو ادولف براسور، مدیر مدرسه و پسر ۹ ساله اش لئون براسور -ردیف اول ایستاده از سمت چپ نفر پنجم:  محمود شیخ‌الاسلام
عکس گروهی مدرسه آلیانس اصفهان در سال تحصیلی ۱۳۰۵–۱۳۰۶ ه‍.ش-نفر نشسته در وسط: موسیو ناسی مدیر مدرسهعکس گروهی مدرسه آلیانس اصفهان در سال تحصیلی ۱۳۰۵–۱۳۰۶ ه‍.ش-نفر نشسته در وسط: موسیو ناسی مدیر مدرسه
سردر مدرسه آلیانس اصفهانسردر مدرسه آلیانس اصفهان

## برای مطالعهٔ بیشتر
خانواده براسور
موسیو ادولف براسور به همراه همسرش صفورا و دو فرزندشان: لئون (پسر ۴ ساله) و بسیا (دختر ۱ ساله) در ژوئیه ۱۹۰۸ از قسطنطنیه به اصفهان آمده تا مدیریت مدرسه الیانس را به عهده بگیرند. این زوج جوان (۳۰ و ۲۷ ساله) صاحب دو دختر دیگر در اصفهان شدند: واندا متولد ۱۹۱۵ و لوئیز متولد ۱۹۲۰. خانواده براسور در حدود ۷۰ سال در ایران زندگی کردند و خدمات شایسته‌ای نه تنها در زمینه‌های علمی، بلکه در در زمینه‌های هنری و اجتماعی برای وطن جدید خود انجام دادند:
صفورا و همسرش، موسیو براسور، با راه اندازی کارگاه‌های صنایع دستی و به‌کارگیری پیرمردهای هنرمندی که هنوز زرگری، قلمکاری و نقره کاری می‌دانستند به احیا صنایع دستی اصفهان که در حال فراموشی بود پرداختند.
صفورا و دخترانش از سال ۱۲۸۷ ه‍.ش (۱۹۰۸) در طول چندین دهه با آموزش و مدیریت در مدارس دخترانه الیانس در اصفهان و شهرهای مختلف ایران علاوه بر اموزش‌های علمی و درسی، به دختران خیاطی و گلدوزی آموزش می دادنند و به تربیت آنها پرداختند که باعث رشد و حضور و اعتلای بیشتر زنان در جامعه ان روزگار شد.
لئون (کودک نوجوان در عکس سال ۱۲۹۳ ه‍.ش مدرسه الیانس) که با فرهنگ و تاریخ ایران آشنایی داشت، رئیس اتاق بازرگانی ایران و فرانسه شد و مدتی نیز سفیر فرانسه در ایران شد